# Louis Lübeck

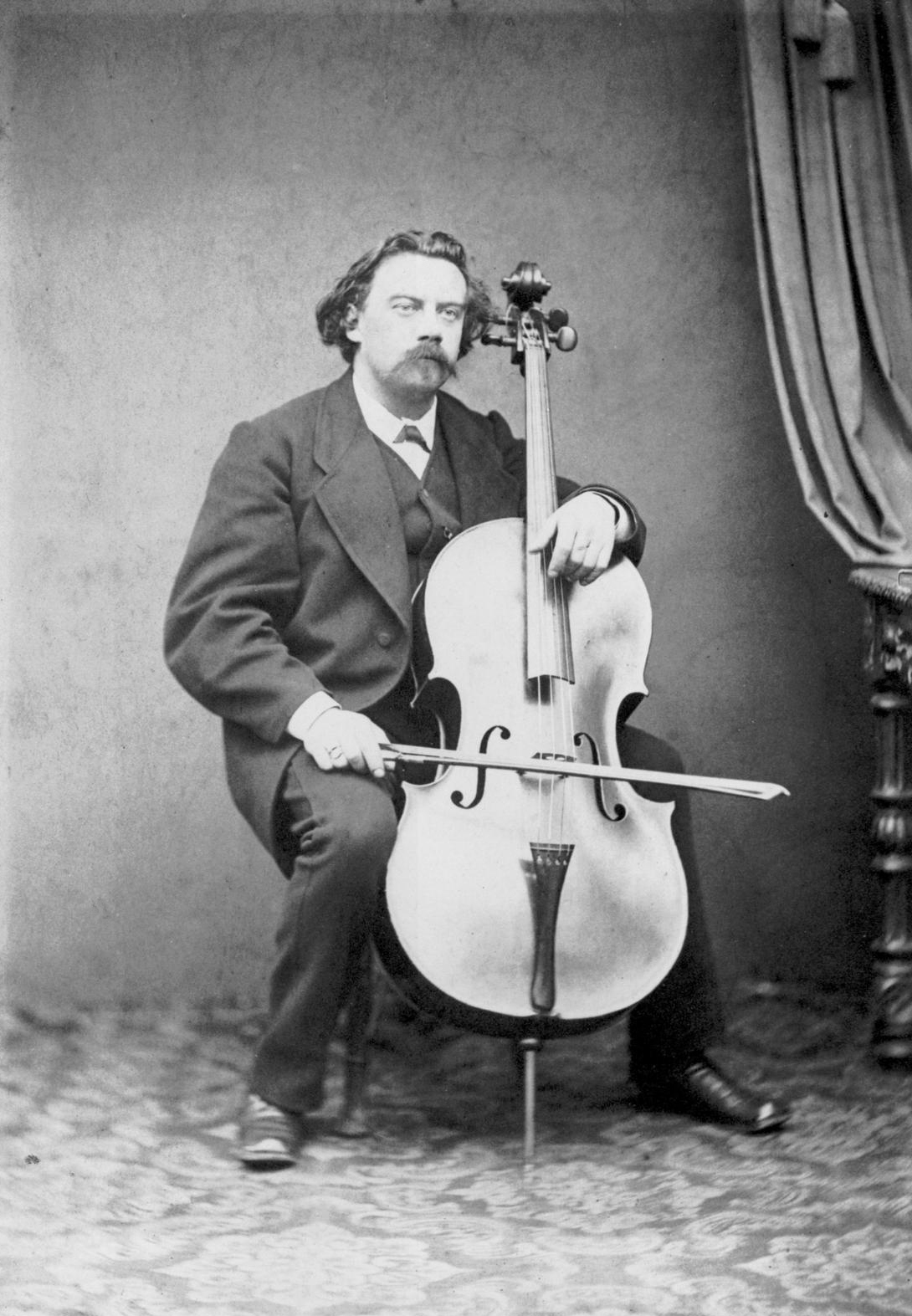
Louis Lübeck, Fotografie (um 1870)

Louis Theodor Lübeck (* 14. Februar 1838 in Den Haag; † 8. März 1904 in Berlin) war ein deutscher Cellist.

## Leben
Louis Lübeck war ein Sohn des Hofkapellmeisters und Komponisten Johann Heinrich Lübeck (1799–1865). Seine Ausbildung als Cellist erhielt er in Den Haag und in Paris bei Léon Jacquard. 1862 lebte er auf Veranlassung von Julius Stockhausen vorübergehend in Guebwiller im Elsass. Von 1863 bis 1868 wirkte er als Dozent für Cellospiel am Leipziger Konservatorium, der heutigen Hochschule für Musik und Theater „Felix Mendelssohn Bartholdy“ Leipzig. Daneben war er von 1863 bis 1866 Cellist im Gewandhausorchester.
Ab Herbst 1866 wirkte er in Frankfurt am Main, ab 1871 in Hamburg, ab 1872 in Karlsruhe und ab 1876 in Sondershausen.
1881 kam er als Nachfolger von Julius Stahlknecht (1817–1892) als Solocellist an die Königliche Kapelle und die Hofoper in Berlin, der er lange Jahre angehörte.